# David Brooks (Politiker)
David Brooks (* 1756 in Philadelphia, Province of Pennsylvania; † 30. August 1838 in Poughkeepsie, New York) war ein US-amerikanischer Offizier, Jurist und Politiker. Zwischen 1797 und 1799 vertrat er den Bundesstaat New York im US-Repräsentantenhaus.

## Werdegang
David Brooks wuchs während der britischen Kolonialzeit auf. Er besuchte öffentliche Schulen. Nach dem Ausbruch des Unabhängigkeitskrieges verpflichtete er sich 1776 in der Kontinentalarmee als Lieutenant im Pennsylvania Bataillon des Flying Camp. Brooks wurde am 16. November 1776 bei Fort Washington gefangen genommen und im Januar 1780 ausgetauscht, nachdem er sein Ehrenwort (parolee) gab. Somit konnte er nicht mehr am Kampf teilnehmen und man ernannte ihn zum Assistant Clothier General. Er studierte Jura, erhielt seine Zulassung und begann dann zu praktizieren. Nach dem Krieg ließ er sich in New York County nieder. Er saß in den Jahren 1787 und 1788 in der New York State Assembly. Dann zog er nach Dutchess County. Er saß zwischen 1794 und 1796 sowie 1810 wieder in der New York State Assembly. Zwischen 1795 und 1807 war er Richter in Dutchess County.
Politisch gehörte er der Föderalistischen Partei an. Bei den Kongresswahlen des Jahres 1796 wurde Brooks im fünften Wahlbezirk von New York in das damals noch in Philadelphia tagende US-Repräsentantenhaus gewählt, wo er am 4. März 1797 die Nachfolge von Theodorus Bailey antrat. Im Jahr 1798 erlitt er bei seiner Wiederwahlkandidatur eine Niederlage und schied nach dem 3. März 1799 aus dem Kongress aus. Danach kandidierte er auch noch im Jahr 1800 erfolglos für einen Kongresssitz.
Brooks wurde zum Commissioner ernannt, der einen Vertrag mit den Seneca aushandelte. Er arbeitete vom 5. Juni 1807 bis zum 25. Januar 1809, dann vom 9. Februar 1810 bis zum 14. Februar 1811 und zuletzt vom 23. Februar 1813 bis zum 13. Februar 1815 als Clerk in Dutchess County. Dann war er Beamter im United States Customs Service und ursprüngliches Mitglied der Society of the Cincinnati. Brooks verstarb am 30. August 1838 in Poughkeepsie und wurde auf dem Old Rural Cemetery beigesetzt.